# Христо Цветков Сушички
Христо Цветков Сушички (на сръбски: Риста Цветковић-Сушички) е сърбомански учител и революционер, деец на сръбската въоръжена пропаганда в Македония от началото на XX век.

## Биография
Цветков е роден в поречкото сърбоманско село Сушица, тогава в Османската империя, поради което носи прякора Сушички. Заминава за Букурещ, където се препитава като халваджия. Прогонен е от страната в 1900 година при аферата „Михайляну“, връща се в Поречието и заедно със Зафир Премчев води чета три години из областта. Нападат османски стражари, пътници и арбанските села. Участват в Илинденското въстание през лятото на 1903 година в Кичевско. След въстанието поречката чета се разпуска и Цветков бяга в Сърбия.
В 1904 година, при организацията на първите сръбски чети, е изпратен от сръбския четнически комитет за войвода в Поречието, където действа с Мицко Кръстев.
След Младотурската революция в 1908 година е амнистиран и става сръбски учител. Избран е за депутат от Битоля в скупщината на сърбите османлии.